# Outback

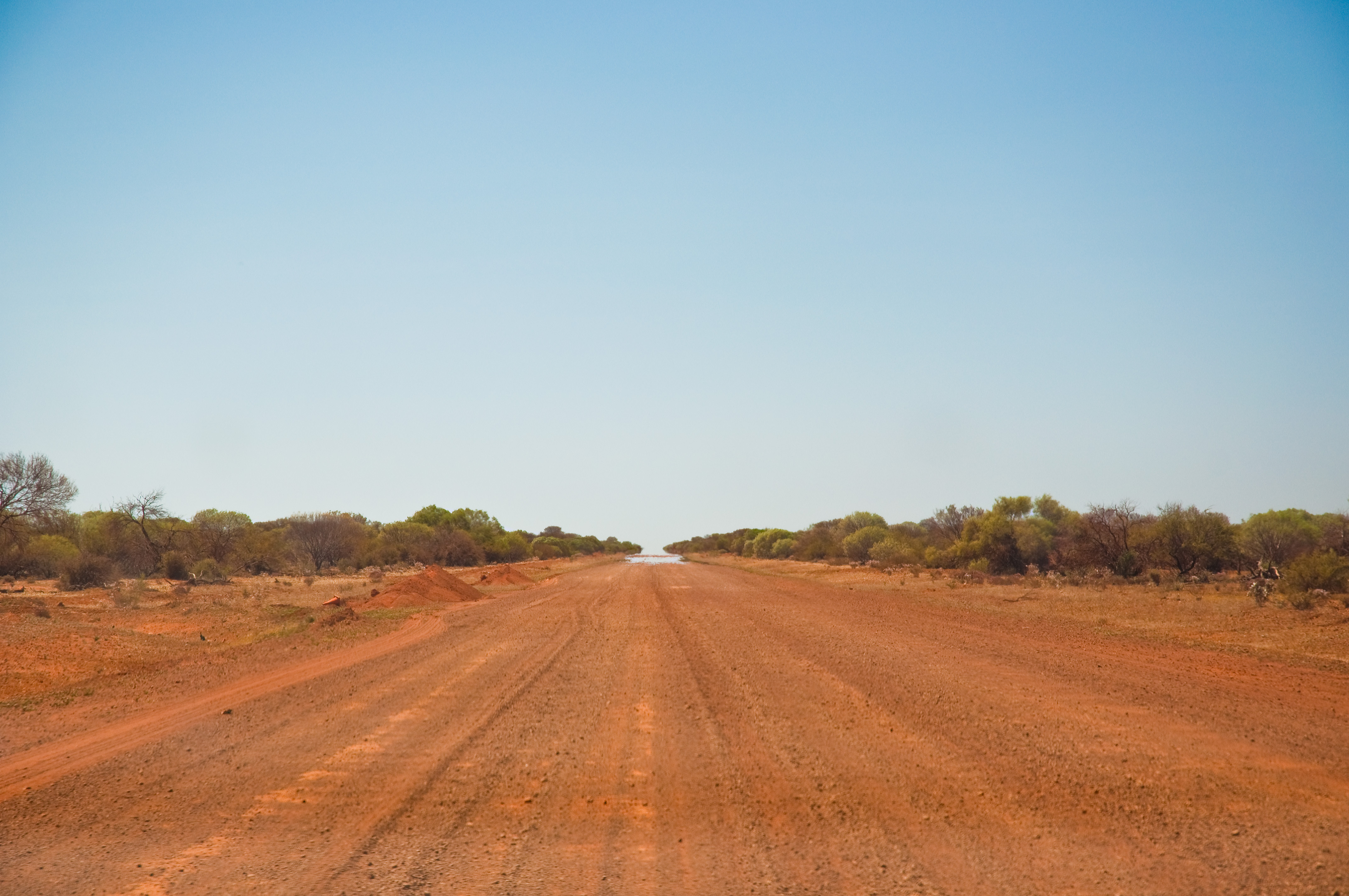
Droga w głębi kraju, w stanie Australia Zachodnia

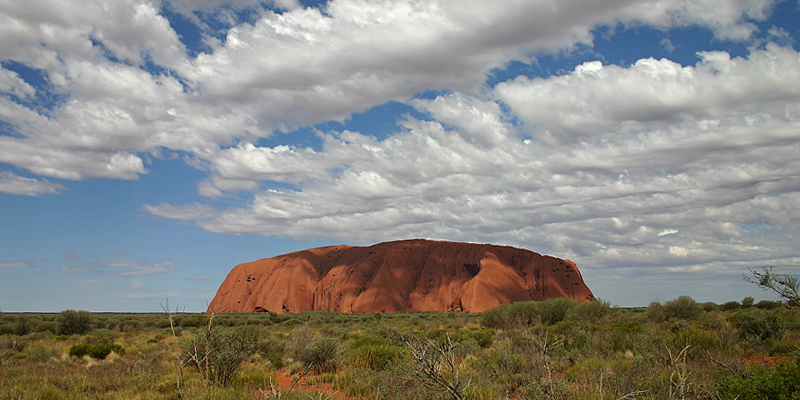
Skała Uluru w środkowej części kraju, na Terytorium Północnym

Outback – określenie rozległych, słabo zaludnionych, w przeważającej części pustynnych i półpustynnych obszarów w środkowej Australii.
Zasadnicza część Outbacku pokrywa się z Wyżyną Zachodnioaustralijską oraz Wielkim Basenem Artezyjskim. Na obszarze tym znajdują się liczne pustynie, m.in. Wielka Pustynia Piaszczysta, Wielka Pustynia Wiktorii, Pustynia Gibsona, Pustynia Simpsona oraz Tanami, a także kilka pasm górskich, m.in. Góry Macdonnella i Musgrave. Administracyjnie Outback leży w granicach stanów Australia Zachodnia, Australia Południowa, Queensland i Nowa Południowa Walia oraz Terytorium Północnego.
W regionie na ograniczoną skalę rozwinęło się rolnictwo (hodowla bydła i owiec) oraz przemysł wydobywczy.
Rdzenni Australijczycy żyli na Outbacku przez około 50 tysięcy lat, aż do praktycznego wytępienia ich przez kolonistów. 